# پتلوواچا
پتلوواچا (به صربی: Petlovača) یک منطقهٔ مسکونی در صربستان است.